# Karel Rym
Karel Rym (Gent, 11 september 1533 – Gent, 13 april 1584) was een jurist die meerdere ambten bekleedde in de Zuidelijke Nederlanden. Hij was ambassadeur voor het Rooms-Duitse Rijk in Istanboel, op het moment van de Slag bij Lepanto. Na zijn terugkeer bleef de diplomaat een getrouwe medestander van de landvoogden in de woelige Spaanse Nederlanden. 
Zijn adellijke titels waren heer van Ekenbeke (1563), Bellem (1577) en Schuurveld (1577) - alle 3 vandaag in Aalter (België) - alsook ridder van het Rooms-Duitse Rijk (1570).

## Levensloop

### Familie
Rym was een telg uit een patriciërsgeslacht van Gent. Hij was een zoon van Geeraard Rym, jurist, en Barbara Claisone van Wallebeke, vrouwe van Hundelgem. Karel was de oudste van 8 kinderen. In 1563 huwde hij met Katharine de Bruxelles en na haar dood (1567) hertrouwde hij in 1580 met Elisabeth de Locquenghien. Enkel uit het eerste huwelijk kwamen kinderen die de volwassen leeftijd bereikten.

### Opleiding
Rym volgde middelbare studies in Gent, in het graafschap Vlaanderen in de Habsburgse Nederlanden. Hij studeerde Artes (1549-1551) aan de oude universiteit van Leuven en verbleef er in de Pedagogie De Lelie. Hij volgde taallessen Latijn, Grieks en Hebreeuws in het Collegium Trilinguae in Leuven. Nadat hij het diploma van meester in de Artes behaalde, trok hij naar de universiteit van Bologna. In Bologna behaalde hij het diploma van jurist in de beide rechten, canoniek recht en burgerlijk recht. Hij combineerde dit met een verblijf in Rome, waar hij kennis maakte met geleerden afkomstig uit de Nederlanden. Rym was bekend om zijn kennis van het Romeins Recht. Terug in de Nederlanden ontving hij van zijn vader de adellijke titel van de heerlijkheid Ekenbeke (1563), met bijhorende opbrengst. Ekenbeke is vandaag een verdwenen hoeve in Aalter, België.

### Raad van Vlaanderen
Van 1563 tot 1567 werkte Rym als advocaat bij de hoogste rechtbank van het graafschap Vlaanderen, de Raad van Vlaanderen. De schoonvader van zijn eerste vrouw, Robert de Bruxelles, steunde hem in zijn prille juridische carrière.

### Raad van Luxemburg
Van 1567 tot 1569 was hij raadsheer bij de Raad van Luxemburg, de hoogste rechtbank van het hertogdom Luxemburg, in de Spaanse Nederlanden. Hij combineerde dit ambt met gerechtelijk werk voor de Raad van Beroerten. Deze laatste Raad stond volledig in dienst van de hertog van Alva, de tirannieke landvoogd van de Spaanse Nederlanden. Rym liet mensen arresteren die in opstand kwamen tegen Spanje in 2 steden van het hertogdom: Luxemburg-stad en Chiny. Elke arrestatie rapporteerde hij aan de Raad van Luxemburg.

### Ambassadeur in Istanboel

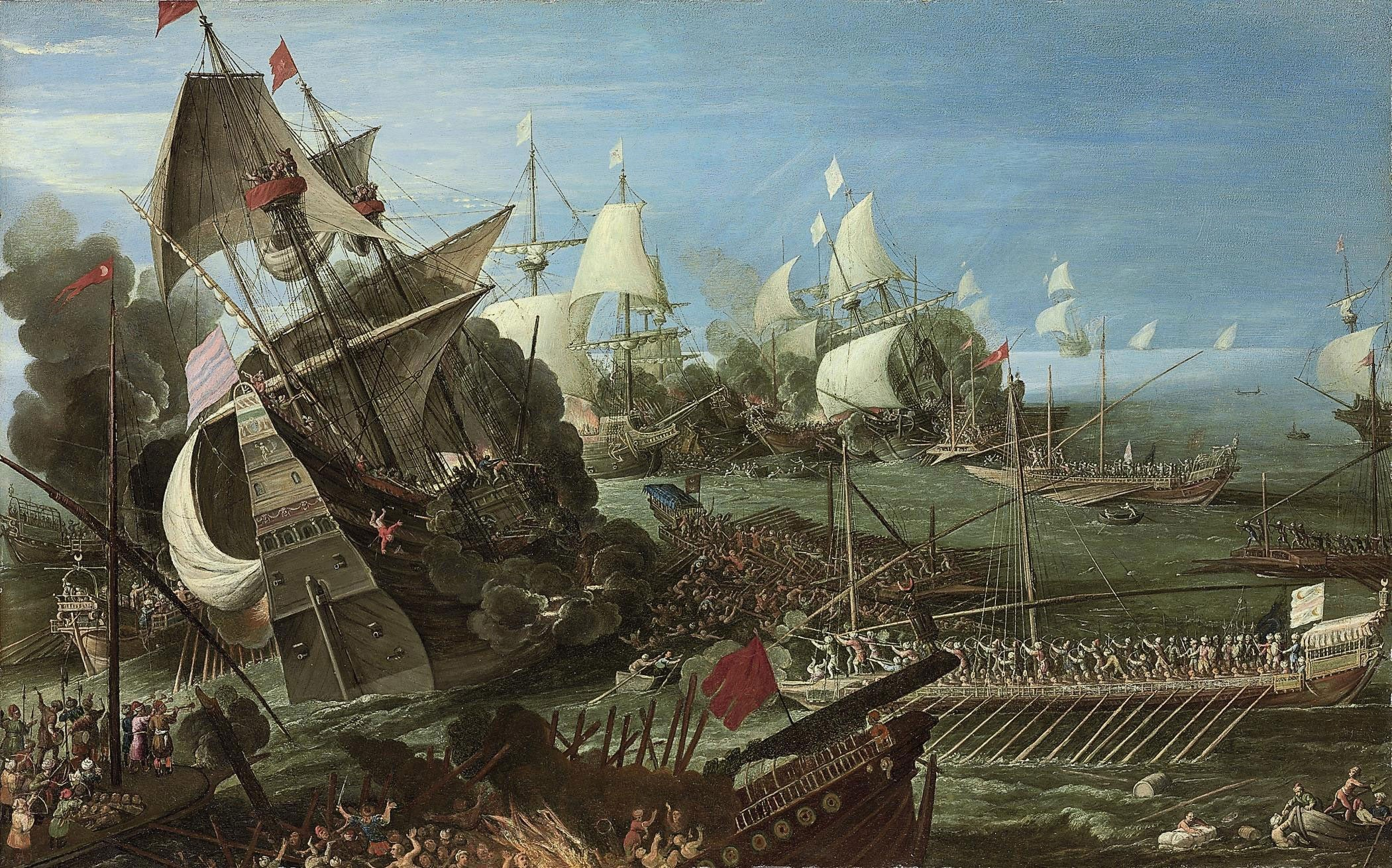
Slag bij Lepanto (1571). Ambassadeur Rym moest bij de Ottomanen verzoenende taal spreken.

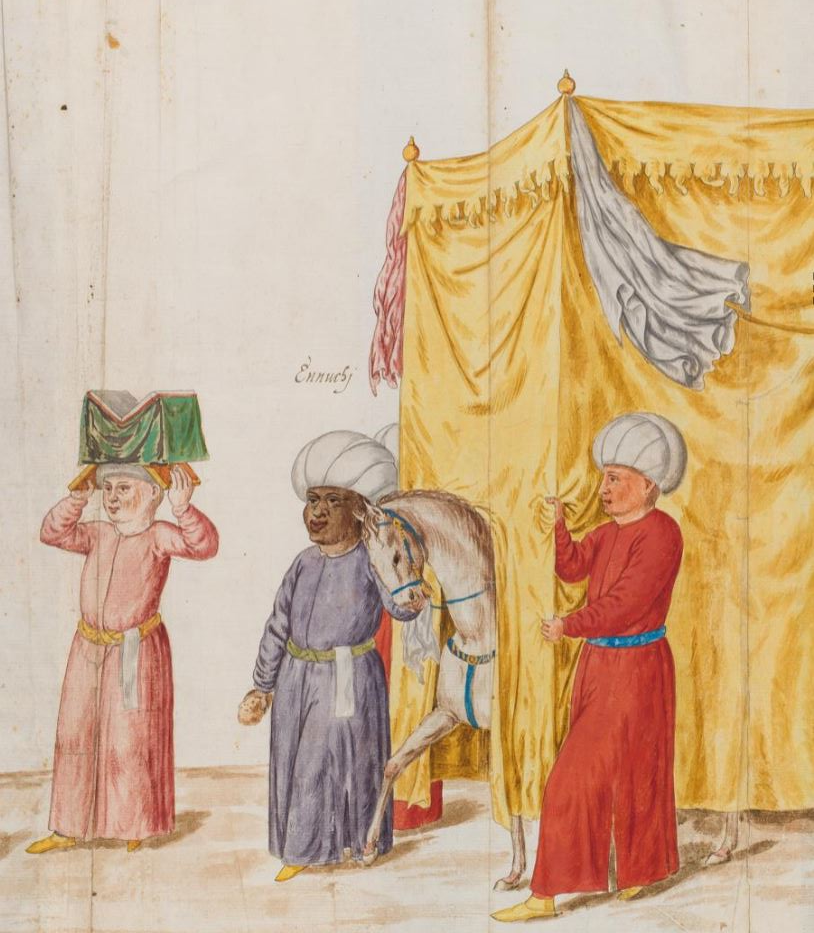
Illustratie door Lambert de Vos van een grote optocht uit 1574, die Rym ook zal hebben bijgewoond.

Van 1569 tot 1575 was Rym ambassadeur voor het Rooms-Duitse Rijk in Istanboel. Dit was een prestigieuze functie en het hoogtepunt van zijn ambtelijke carrière. Zijn benoeming kan enkel verklaard worden door de bekendheid die Rym had bij Nederlanders die in dienst waren van keizer Maximiliaan II. De reizen naar Istanboel (1569-1570) en terug (1574-1575) waren uitputtend voor hem; hij maakte tussenstops op belangrijke plaatsen. Zo werd hij in 1570 door de keizer tot ridder geslagen, aan het keizerlijk hof in Praag. In Wenen laadde hij vervolgens kostbare geschenken van de keizer op, bestemd voor de Ottomaanse heersers. Rym verbleef zonder familie of vrienden in Istanboel. Hij ontpopte zich als een gedreven correspondent met geleerden en humanisten in West-Europa. Tevens kon hij door goede contacten met het Ottomaanse hof kunstwerken opkopen, waarvan sommige dateerden uit de klassieke oudheid. Rym schreef gedichten, las boeken en verzamelde manuscripten. Hij verzond zeldzame planten naar botanische tuinen van vrienden in Gent.
Rym was ambassadeur bij de Ottomanen op het moment dat het Ottomaanse Rijk een zware nederlaag leed bij de Slag bij Lepanto. Deze zeeslag betekende een belangrijke overwinning voor Spanje en andere christelijke geallieerden; ze had een weerklank over heel Europa. Koning Filips II van Spanje raadde Rym aan om zo snel mogelijk vrede met de Ottomanen te sluiten. Filips II had immers geld en middelen nodig voor zijn strijd tegen de Republiek der Verenigde Nederlanden, in de aanslepende Tachtigjarige Oorlog.

### Lid van de Geheime Raad

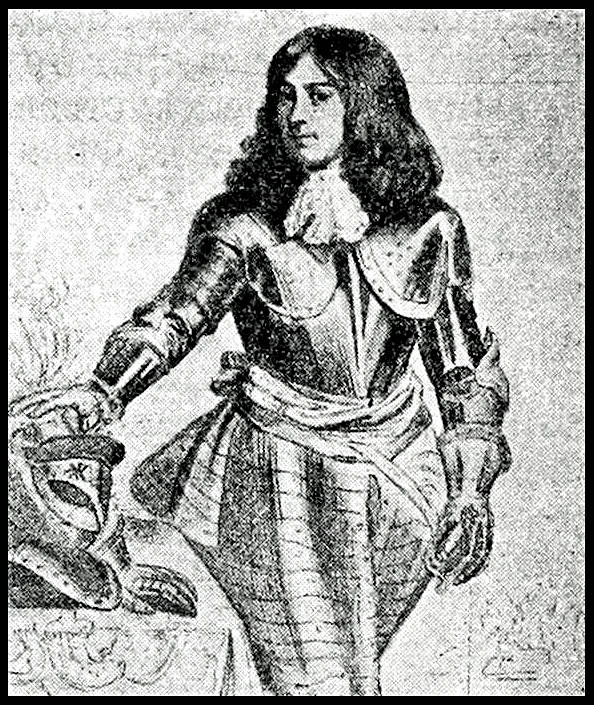
Landvoogd Don Juan zette Rym in als diplomaat en adviseur, in het krijgsgewoel van de Tachtigjarige Oorlog.

In 1575 was Rym terug in Gent. Het graafschap Vlaanderen was grondig veranderd door oorlogsgruwel, plunderingen en muiterij van Spaanse soldaten. Desondanks was Rym in staat 2 heerlijkheden op te kopen met goede opbrengsten: Bellem en Schuurveld, vandaag Lotenhulle (1577). De landvoogd der Spaanse Nederlanden, Don Juan benoemde hem tot lid van zijn Geheime Raad. Rym gedroeg zich meegaand met het Spaanse repressieve apparaat. Bij ruzies hierover binnen de Geheime Raad koos Rym steeds de kant van het Spaanse gezag. Ook reisde hij naar Duitse vorsten als diplomaat in dienst van landvoogden don Requesens en don Juan.
Teruggekeerd in Gent (1582) trof Rym de stad aan bestuurd door calvinisten. De Spaansgezinde Rym kon geen kant meer op. Hij leefde onder huisarrest. Rym verbleef enkele maanden in de gevangenis in het jaar 1583, één jaar voor zijn dood. Tijdens het Beleg van Gent (1583-1584) hongerden de Spaanse troepen de stad uit. Rym stierf door hongersnood in 1584. Hij maakte de Spaanse verovering van Gent niet meer mee. Van zijn notities, boeken, schilderijen en andere inboedel is eigenlijk niets bewaard gebleven.

## Werken
De welbespraakte Rym schreef brieven, gedichten en traktaten. Hij sprak 6 talen. De volgende titels van werken zijn van hem bekend, omdat anderen ze citeerden. Zelf zijn deze werken onvindbaar.
- Commentarii rerum in singulos dies toto Legationis tempore ab ipso factarum. Dit werk behandelt zijn periode als ambassadeur in Istanboel.
- Carmen elegantissimum in gentem Rymiam. Dit is een lofzang over de familie Rym. Aangezien het werk verloren geraakt is, blijft het tot op vandaag onduidelijk of hij het geschreven heeft dan wel zijn vader Geeraard.[7]

Het journaal van de reis die Rym in 1570 ondernam is bewaard in een handschrift in de Österreichische Nationalbibliothek (codex 8590). Het is opgesteld door een anonieme auteur in opdracht van Rym. Deze Reyse van Bruussele vut Brabant te Constantinopels in Thracyen hoofstat vanden Turcschen keysere is in 1971 uitgegeven.
- Gemeinsame Normdatei: 138060770
- International Standard Name Identifier: 0000 0000 5908 713X
- Virtual International Authority File: 86209062
- WorldCat: E39PBJy8mgmYQ9m4VBkTPwRh73